# Lumbardh Dellova
Lumbardh Dellova (Velika Kruša, 1º gennaio 1999) è un calciatore kosovaro, difensore del CSKA Sofia.

## Carriera

### Club
Il 1º settembre 2018 si accasa tra le file dell'Hajduk Spalato firmando un contratto triennale. 
Il 26 aprile 2019 fa il suo debutto con l'Hajduk Spalato II partendo da titolare nel match di 2.HNL vinto in casa del Hrvatski Dragovoljac (0-1). L'8 settembre 2020 passa in prestito tra le file del Prishtina fino al termine della stagione. Di ritorno dal prestito il 13 luglio 2021 prolunga il suo contratto con i Bili fino all'estate del 2025. Quattro giorni dopo il prolungamento del contratto fa il suo debutto in prima squadra, subentra a Gergő Lovrencsics nella trasfera di campionato pareggiata 2-2 contro la Lokomotiva Zagabria. Il 17 dicembre dello stesso anno rescinde il contratto con la squadra spalatina dopo aver disputato solamente tre presenze in prima squadra.

### Nazionale
Il 31 maggio 2021 viene convocato per la prima volta dal CT Bernard Challandes ma, il giorno seguente, viene liberato dalla convocazione su richiesta del Prishtina per poter affrontare i preparativi in vista delle qualificazioni di Champions League. Fa il suo debutto con la maglia dei Dardani il 24 marzo 2022, subentra al posto di Mërgim Vojvoda nell'amichevole vinta contro il Burkina Faso (5-0).

## Statistiche

### Cronologia presenze e reti in nazionale
| Cronologia completa delle presenze e delle reti in nazionale ― Kosovo | Cronologia completa delle presenze e delle reti in nazionale ― Kosovo | Cronologia completa delle presenze e delle reti in nazionale ― Kosovo | Cronologia completa delle presenze e delle reti in nazionale ― Kosovo | Cronologia completa delle presenze e delle reti in nazionale ― Kosovo | Cronologia completa delle presenze e delle reti in nazionale ― Kosovo | Cronologia completa delle presenze e delle reti in nazionale ― Kosovo | Cronologia completa delle presenze e delle reti in nazionale ― Kosovo |
| Data                                                                  | Città                                                                 | In casa                                                               | Risultato                                                             | Ospiti                                                                | Competizione                                                          | Reti                                                                  | Note                                                                  |
| --------------------------------------------------------------------- | --------------------------------------------------------------------- | --------------------------------------------------------------------- | --------------------------------------------------------------------- | --------------------------------------------------------------------- | --------------------------------------------------------------------- | --------------------------------------------------------------------- | --------------------------------------------------------------------- |
| 24-3-2022                                                             | Pristina                                                              | Kosovo                                                                | 5 – 0                                                                 | Burkina Faso                                                          | Amichevole                                                            | -                                                                     | 72’                                                                   |
| 16-11-2022                                                            | Pristina                                                              | Kosovo                                                                | 2 – 2                                                                 | Armenia                                                               | Amichevole                                                            | -                                                                     | 69’                                                                   |
| 19-11-2022                                                            | Pristina                                                              | Kosovo                                                                | 1 – 1                                                                 | Fær Øer                                                               | Amichevole                                                            | -                                                                     |                                                                       |
| 12-10-2023                                                            | Andorra la Vella                                                      | Andorra                                                               | 0 – 3                                                                 | Kosovo                                                                | Qual. Euro 2024                                                       | -                                                                     | 78’                                                                   |
| 12-11-2023                                                            | Pristina                                                              | Kosovo                                                                | 1 – 0                                                                 | Israele                                                               | Qual. Euro 2024                                                       | -                                                                     |                                                                       |
| 18-11-2023                                                            | Basilea                                                               | Svizzera                                                              | 1 – 1                                                                 | Kosovo                                                                | Qual. Euro 2024                                                       | -                                                                     |                                                                       |
| 21-11-2023                                                            | Pristina                                                              | Kosovo                                                                | 0 – 1                                                                 | Bielorussia                                                           | Qual. Euro 2024                                                       | -                                                                     |                                                                       |
| 22-3-2024                                                             | Erevan                                                                | Armenia                                                               | 0 – 1                                                                 | Kosovo                                                                | Amichevole                                                            | -                                                                     |                                                                       |
| 5-6-2024                                                              | Oslo                                                                  | Norvegia                                                              | 3 – 0                                                                 | Kosovo                                                                | Amichevole                                                            | -                                                                     | 46’                                                                   |
| 9-9-2024                                                              | Larnaca                                                               | Cipro                                                                 | 0 – 4                                                                 | Kosovo                                                                | UEFA Nations League 2024-2025 - 1º turno                              | 1                                                                     | 46’                                                                   |
| 12-10-2024                                                            | Kaunas                                                                | Lituania                                                              | 1 – 2                                                                 | Kosovo                                                                | UEFA Nations League 2024-2025 - 1º turno                              | -                                                                     | 51’                                                                   |
| 15-10-2024                                                            | Pristina                                                              | Kosovo                                                                | 3 – 0                                                                 | Cipro                                                                 | UEFA Nations League 2024-2025 - 1º turno                              | -                                                                     |                                                                       |
| 15-11-2024                                                            | Bucarest                                                              | Romania                                                               | 3 – 0 tav                                                             | Kosovo                                                                | UEFA Nations League 2024-2025 - 1º turno                              | -                                                                     | 90+3’                                                                 |
| 20-3-2025                                                             | Pristina                                                              | Kosovo                                                                | 2 – 1                                                                 | Islanda                                                               | UEFA Nations League 2024-2025 - Play-off                              | 1                                                                     |                                                                       |
| 23-3-2025                                                             | Murcia                                                                | Islanda                                                               | 1 – 3                                                                 | Kosovo                                                                | UEFA Nations League 2024-2025 - Play-off                              | -                                                                     |                                                                       |
| 6-6-2025                                                              | Pristina                                                              | Kosovo                                                                | 5 – 2                                                                 | Armenia                                                               | Amichevole                                                            | 1                                                                     |                                                                       |
| Totale                                                                |                                                                       | Presenze                                                              | 16                                                                    |                                                                       | Reti                                                                  | 3                                                                     |                                                                       |

## Palmarès

### Club

#### Competizioni nazionali
- Campionato kosovaro: 4

Prishtina: 2020-2021
Ballkani: 2021-2022, 2022-2023, 2023-2024
- Coppa del Kosovo: 1

Ballkani: 2023-2024
- Supercoppa del Kosovo: 1

Ballkani: 2023